# Lophotidia trisema
Lophotidia trisema är en fjärilsart som beskrevs av George Francis Hampson 1913. Lophotidia trisema ingår i släktet Lophotidia och familjen nattflyn. Inga underarter finns listade i Catalogue of Life.